# Barwik (województwo warmińsko-mazurskie)
Barwik (dawniej niem. Bärenwinkel) – była osada w Polsce, w województwie warmińsko-mazurskim, w powiecie mrągowskim, sołectwo Rydwągi, gmina Mrągowo.

## Historia
W 1815 r. był to folwark należący do majątku ziemskiego Łazdoje (niem. Laxdoyen) położonego w gminie Kętrzyn. W 1928 roku Barwik był traktowany jako samodzielna gmina wiejska.
Według stanu na dzień 1 stycznia  1973 r. była to osada, z której część należała do powiatu kętrzyńskiego (a część do powiatu mrągowskiego).
Według Jerzego Sikorskiego miejscowość zaniknęła po 1945 roku